# Bosnisch-herzegowinisch-österreichische Beziehungen
Die Bosnisch-herzegowinisch-österreichischen Beziehungen sind das zwischenstaatliche Verhältnis zwischen Bosnien und Herzegowina und der Republik Österreich. Bosnien stellte über Jahrhunderte ein umstrittenes Grenzgebiet zwischen dem Habsburgerreich und dem Osmanischen Reich dar. Nach dem Berliner Kongress 1878 wurde Bosnien und Herzegowina von Österreich-Ungarn eingenommen und als Kondominium Bosnien und Herzegowina verwaltet und 1908 endgültig annektiert, was zur Bosnienkrise führte. Der serbisch-habsburgische Streit um Bosnien führte 1914 zur Ermordung von Franz Ferdinand von Österreich-Este in Sarajevo durch den bosnisch-serbischen Nationalisten Gavrilo Princip, was den Ersten Weltkrieg auslöste, der zum Zerfall der Donaumonarchie führte. Bosnien und Herzegowina blieb danach bis in die 1990er Jahre Teil von Jugoslawien. Mit dem Zerfall Jugoslawiens erkannte Österreich die Unabhängigkeit von Bosnien und Herzegowina am 7. April 1992 an und nahm während des Bosnienkriegs zehntausende bosnische Kriegsflüchtlinge auf. Nach dem Dayton-Abkommen von 1995 ist Österreich zu einem wichtigen Verbündeten Bosniens geworden und hat dessen Annäherung an die Europäische Union unterstützt. Die Bedeutung der gegenseitigen Beziehungen wird auch durch enge Wirtschaftsverpflechtungen und die Präsenz zahlreicher Bosnier in Österreich unterstrichen.

## Geschichte

### Frühe Kontakte

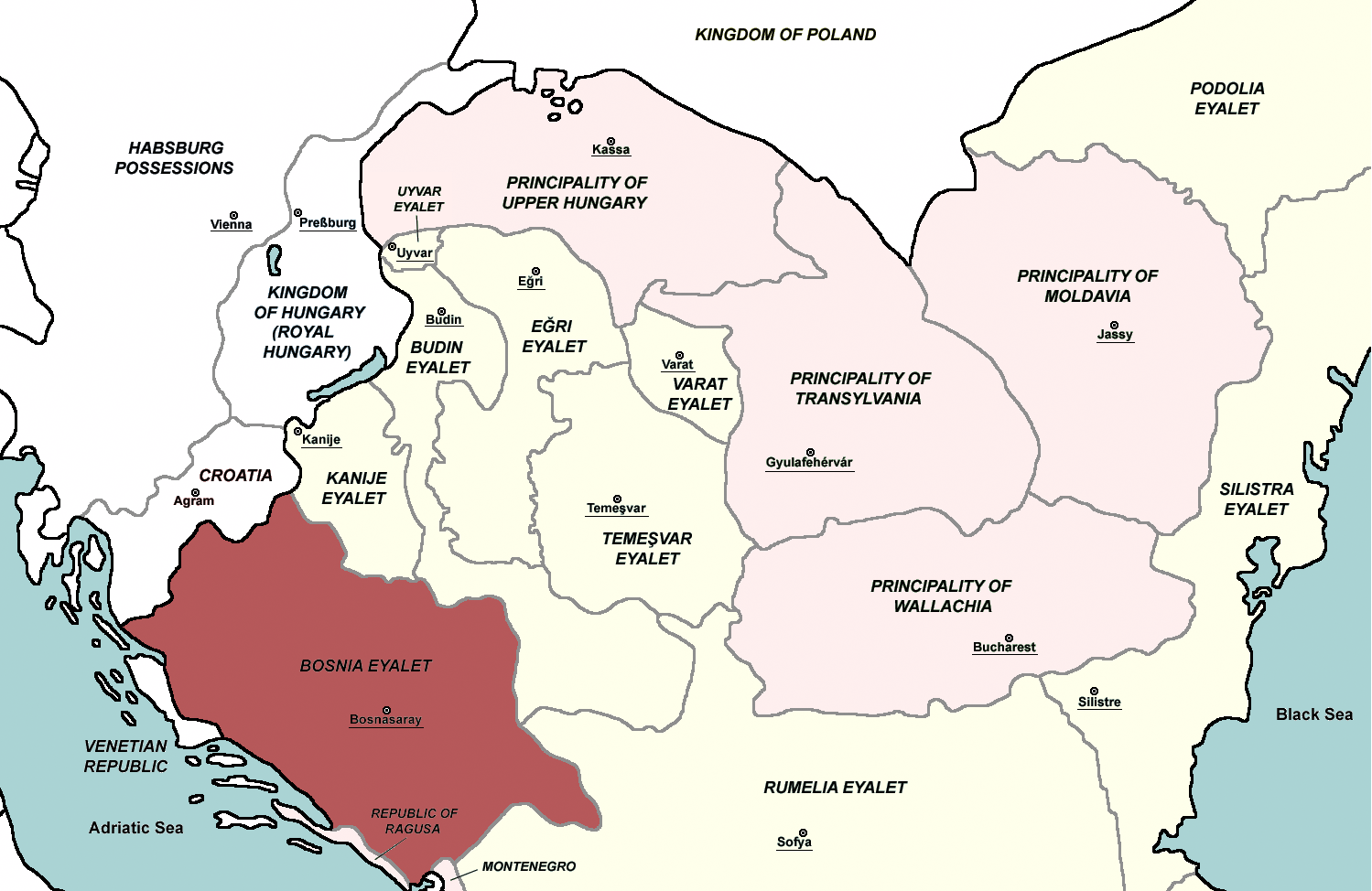
Lage des osmanischen Eyâlet Bosnien 1683

Die Beziehungen zwischen dem Gebiet des heutigen Bosnien und Herzegowina und den habsburgisch-österreichischen Landen lassen sich bis in die frühe Neuzeit zurückverfolgen. Nachdem das mittelalterliche Königreich Bosnien im 15. Jahrhundert vom Osmanischen Reich erobert worden war, geriet Bosnien in den direkten Einflussbereich der Osmanen und bildete einen Vorposten für deren Expansion Richtung Mitteleuropa. In den folgenden Jahrhunderten kam es wiederholt zu militärischen Konfrontationen zwischen der Habsburgermonarchie und dem Osmanischen Reich, die auch auf bosnischem Boden ausgetragen wurden. So war Bosnien in den Türkenkriegen des 17. und 18. Jahrhunderts Schauplatz heftiger Kämpfe; unter anderem drangen kaiserliche Truppen unter Prinz Eugen 1697 bis nach Sarajevo vor und verwüsteten die Stadt, während ein habsburgischer Eroberungsversuch 1737 (Schlacht bei Banja Luka) scheiterte. Gleichzeitig bestanden punktuell diplomatische Berührungspunkte: Die Habsburger unterhielten ihre offiziellen Kontakte zur osmanischen Provinz Bosnien zunächst über die Gesandtschaft an der Hohen Pforte in Istanbul. Im 19. Jahrhundert nahm das Interesse Wiens an Bosnien zu, als die osmanische Herrschaft über die Region brüchiger wurde. Österreichische Konsulate entstanden in wichtigen Städten (wie Sarajevo), und Wien suchte verstärkt Einfluss auf die Christen Bosniens zu nehmen – teils durch Schutzgewährung für katholische Gemeinden. Diese frühen Kontakte waren jedoch insgesamt von der Rivalität der Großmächte geprägt und blieben bis zum Ende der osmanischen Zeit überwiegend konfliktbehaftet.

### Bosnien unter österreichisch-ungarischer Herrschaft

Wappen von Bosnien und Herzegowina unter Österreichisch-Ungarischer Herrschaft ab 1889

Die osmanische Zentralgewalt konnte die Ordnung in Bosnien nur noch bedingt aufrechterhalten, und die Großmächte Europas nutzten die Lage für eigene Interessen. Nach dem Russisch-Osmanischen Krieg von 1877/78 wurde auf dem Berliner Kongress 1878 schließlich beschlossen, Bosnien und Herzegowina unter österreichisch-ungarische Verwaltung zu stellen. Die formelle Souveränität des Sultans über Bosnien blieb zwar nominell bestehen, doch marschierten im Sommer 1878 österreich-ungarische Truppen in Bosnien ein und beendeten damit de facto die über vierhundertjährige osmanische Herrschaft. Die Okkupation stieß zunächst auf erheblichen bewaffneten Widerstand der einheimischen Bevölkerung – in mehreren Regionen Bosniens kam es 1878 zu Aufständen und Gefechten gegen die österreichisch-ungarischen Truppen. Nachdem die Besetzung militärisch durchgesetzt war, betrachtete Wien das Gebiet faktisch als koloniales Verwaltungsgebiet im eigenen Einflussbereich am Balkan.
Die Habsburger ersetzten das osmanische Verwaltungs- und Rechtssystem weitgehend durch eigene Strukturen: Sämtliche höheren Posten in Justiz und Verwaltung wurden mit Beamten aus allen Teilen der Donaumonarchie besetzt, während nur die untersten Ämter (etwa lokale Bürgermeister) in Amt und Würden blieben. Zugleich investierte Österreich-Ungarn erheblich in die Modernisierung Bosniens – es wurden Straßen und Eisenbahnen gebaut, Städte ausgebaut und ein modernes Schulwesen eingeführt. Diese Infrastrukturmaßnahmen erfolgten jedoch nicht uneigennützig: Sie dienten auch dazu, die bosnischen Bodenschätze (Holz, Erze, landwirtschaftliche Produkte) besser auszubeuten und wirtschaftliche Gewinne für die Doppelmonarchie zu erzielen. Um die Stabilität zu sichern, band die k. u. k. Verwaltung lokale Eliten in die Herrschaft ein und respektierte weitgehend die Religionsfreiheit. So blieb die Stellung der muslimischen Grundbesitzer unangetastet, und Österreich-Ungarn erkannte 1912 offiziell den Islam als Religionsgemeinschaft an – ein Novum in Europa.
1908 erfolgte die formelle Annexion Bosnien-Herzegowinas durch Österreich-Ungarn, was eine schwere internationale Krise auslöste („Bosnische Annexionskrise“) und die Spannungen mit Serbien und Russland verstärkte. In der Folge wuchs der serbisch-nationalistische Widerstand gegen die habsburgische Präsenz; am 28. Juni 1914 ermordete der bosnisch-serbischer Attentäter Gavrilo Princip in Sarajevo den Thronfolger Erzherzog Franz Ferdinand, was als Auslöser des Ersten Weltkrieges in die Geschichte einging. Mit dem Zusammenbruch Österreich-Ungarns 1918 endete die habsburgische Herrschaft in Bosnien. Das Land wurde Teil des neu gegründeten Königreichs der Serben, Kroaten und Slowenen (später Jugoslawien) und schied damit aus dem österreichischen Staatsverband aus.

### Beziehungen nach 1918

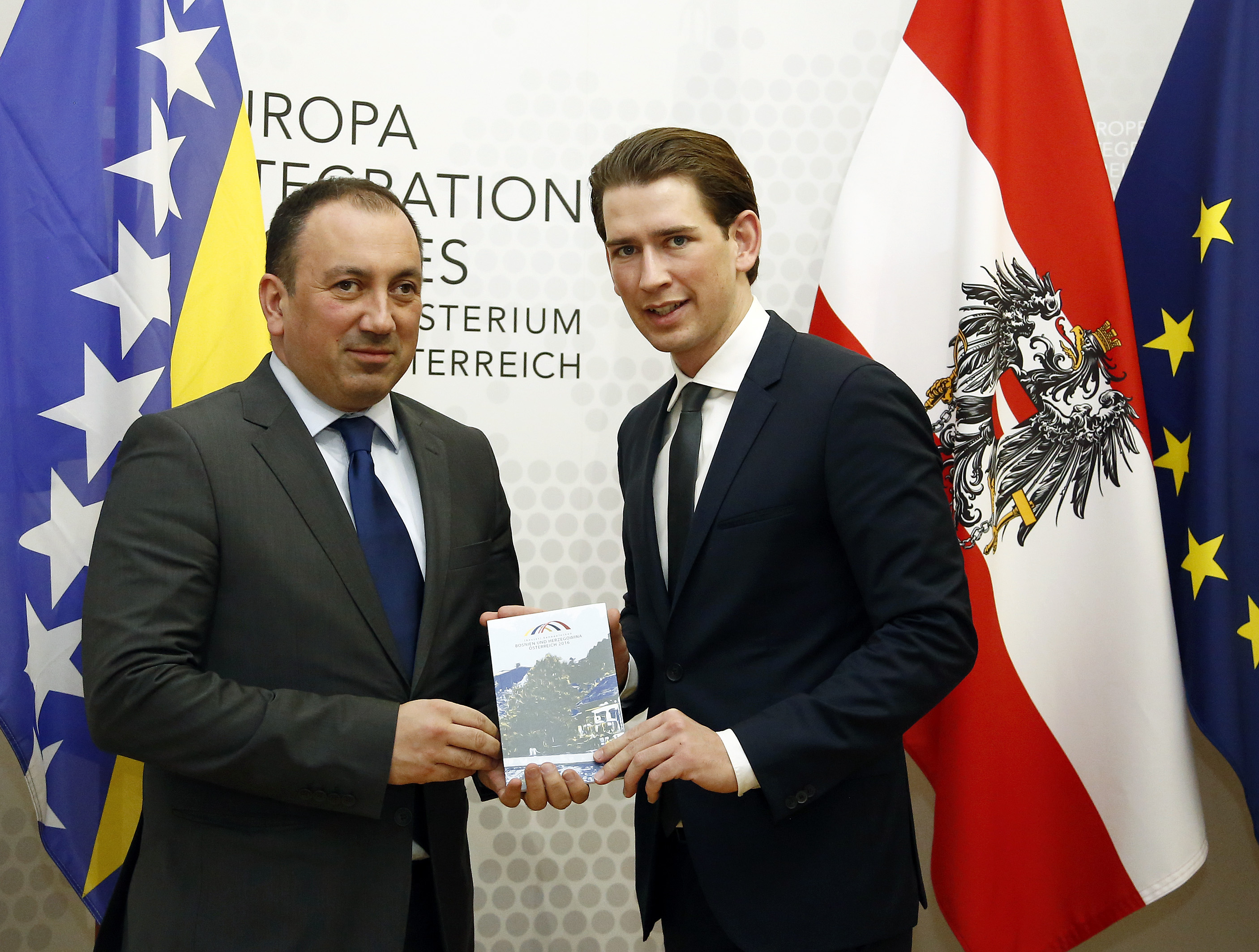
Der bosnische Außenminister Igor Crnadak mit Sebastian Kurz (2016)

Nach dem Zerfall der Habsburgermonarchie 1918 gab es zunächst keine direkten diplomatischen Beziehungen, da Bosnien-Herzegowina als Teil Jugoslawiens keine eigenständige Außenpolitik betrieb. In der sozialistischen Ära Jugoslawiens (1945–1992) unterhielt Österreich jedoch konstruktive Kontakte mit Belgrad, wovon auch die bosnische Teilrepublik profitierte, etwa durch Handelsbeziehungen und kulturellen Austausch. Ab den 1960er-Jahren wurde Österreich für viele bosnische Arbeitsmigranten zu einem attraktiven Zielland; im Zuge der jugoslawischen Gastarbeitermigration ließen sich zehntausende Bosnier (darunter Bosniaken und bosnische Serben) dauerhaft in Österreich nieder. Österreich erkannte die Unabhängigkeitserklärung Bosnien-Herzegowinas von Jugoslawien am 7. April 1992 an und einen Tag später wurden diplomatische Beziehungen aufgenommen. Während des Bosnienkrieges 1992–1995 leistete Österreich umfangreiche humanitäre Hilfe und bot insgesamt rund 90.000 bosnischen Kriegsflüchtlingen Schutz. Die meisten Flüchtlinge kehrten nach dem Abschluss des Dayton-Abkommens zurück, der eine Föderalisierung des Landes beschloss.
Nach Kriegsende engagierte sich Wien maßgeblich an den internationalen Bemühungen zur Stabilisierung Bosniens. Österreich beteiligte sich mit Truppen an den Friedensmissionen (UNPROFOR, IFOR/SFOR und seit 2004 EUFOR Althea) und stellt Kontingente im Rahmen der EU-geführten Operation in Bosnien-Herzegowina. Zudem übernahmen österreichische Diplomaten Schlüsselrollen bei der zivilen Umsetzung des Dayton-Friedensabkommens: Der österreichische SPÖ-Politiker Wolfgang Petritsch diente von 1999 bis 2002 als Hoher Repräsentant für Bosnien und Herzegowina, gefolgt 2009–2021 vom Kärntner Diplomaten Valentin Inzko. Beide übten im Auftrag der internationalen Gemeinschaft weitreichende Aufsichts- und Vetobefugnisse in Bosnien aus. Österreich hat sich in den folgenden Jahren beständig als Fürsprecher Bosnien-Herzegowinas auf EU-Ebene positioniert. Wien drängte erfolgreich auf die Verleihung des EU-Beitrittskandidatenstatus an Bosnien und Herzegowina, der im Dezember 2022 offiziell gewährt wurde. Die bilateralen Beziehungen gelten als ausgesprochen freundschaftlich und intensiv – so bezeichnet die österreichische Regierung das Verhältnis als „ausgezeichnet“. Ausdruck der engen Verbindung ist unter anderem, dass ein österreichischer Diplomat (Johann Sattler) zwischen 2019 und 2024 als EU-Sonderbeauftragter und Leiter der EU-Delegation in Sarajevo fungierte.

## Wirtschaftsbeziehungen
Bosnien und Herzegowina und Österreich pflegen traditionell sehr enge Wirtschaftsbeziehungen. Österreich zählt seit den 1990er-Jahren zu den größten Investoren in Bosnien-Herzegowina: Bis Ende 2022 summierten sich die österreichischen Direktinvestitionen dort auf rund 1,2 Milliarden Euro. Etwa 200 österreichische Unternehmen und Niederlassungen sind in Bosnien tätig – vor allem in der Auftragsfertigung und in der Finanzbranche (Banken und Versicherungen), aber auch im Bausektor, der Logistik sowie im Einzelhandel (z. B. Lebensmittel- und Drogerieketten). Österreich ist zudem ein wichtiger Handelspartner Bosniens, weist dabei aber ungewöhnlicherweise ein Handelsdefizit auf: Im Jahr 2023 betrug das bilaterale Handelsvolumen knapp 1,6 Milliarden Euro, wobei Bosnien-Herzegowina rund 344 Millionen Euro mehr nach Österreich exportierte als umgekehrt. Dieses Defizit resultiert daraus, dass viele in Bosnien angesiedelte österreichische Firmen einen Großteil ihrer Produktion an ihre Mutterunternehmen in Österreich liefern. Die Handelsbeziehungen sind in den größeren Rahmen der EU-Integration eingebettet: Seit 2008 gilt ein Stabilisierungs- und Assoziierungsabkommen zwischen Bosnien-Herzegowina und der EU, dem wichtigsten Handelspartner des Landes (rund 73 % der bosnischen Exporte gehen in die EU). Daneben unterhält Bosnien-Herzegowina Freihandelsabkommen mit der EFTA, der CEFTA-Staatengruppe, der Türkei und weiteren Ländern, was auch für österreichische Investoren und Exporteure vorteilhafte Rahmenbedingungen schafft. Vertreten wird die österreichische Wirtschaft im Land durch ein Außenwirtschaftscenter in Sarajevo. Österreich unterstützt Bosnien zudem in der Entwicklungszusammenarbeit und durch Know-how-Transfer bei wirtschaftlichen Reformprojekten, um die Annäherung an EU-Standards zu fördern.

## Kultur und Migration
Die Migration bildet eine wichtige Brücke in den Beziehungen beider Länder. Heute lebt in Österreich eine große bosnisch-herzegowinische Diaspora, die auf verschiedene Zuwanderungswellen zurückgeht. Bereits in den 1970er-Jahren kamen viele bosnische Arbeitskräfte als sogenannte „Gastarbeiter“ nach Österreich; einen noch größeren Zustrom bewirkte der Krieg in den 1990er-Jahren, als zehntausende Bosnier als Flüchtlinge ins Land gelangten. Insgesamt wird die bosnischstämmige Gemeinschaft in Österreich auf etwa 168.000 Menschen geschätzt, womit sie eine der größten Migrantengruppen des Landes darstellt. Diese Gemeinschaft ist intern vielfältig und spiegelt die multiethnische Herkunft Bosniens wider: Bosniakisch-muslimische, kroatisch-katholische und serbisch-orthodoxe Vereine und Kulturzentren existieren nebeneinander und pflegen jeweils eigene Traditionen.
Auf staatlicher Ebene fördern beide Länder den kulturellen Austausch durch Institutionen und Programme. Seit 2018 besteht in Sarajevo ein Österreichisches Kulturforum, das als Teil der österreichischen Botschaft vielfältige Kulturprojekte in Kunst, Musik, Literatur und Wissenschaft unterstützt.  Über Bildungskooperationen – etwa durch den Österreichischen Austauschdienst (OeAD) und Stipendienprogramme – erhalten zudem viele bosnische Studierende die Möglichkeit, in Österreich zu studieren, was den akademischen Austausch stärkt. Des Weiteren bestehen Städtekooperationen und regelmäßige Veranstaltungen, die das gegenseitige Verständnis fördern.

## Diplomatische Standorte
- Bosnien und Herzegowina hat eine Botschaft in Wien.
- Österreich hat eine Botschaft in Sarajevo.

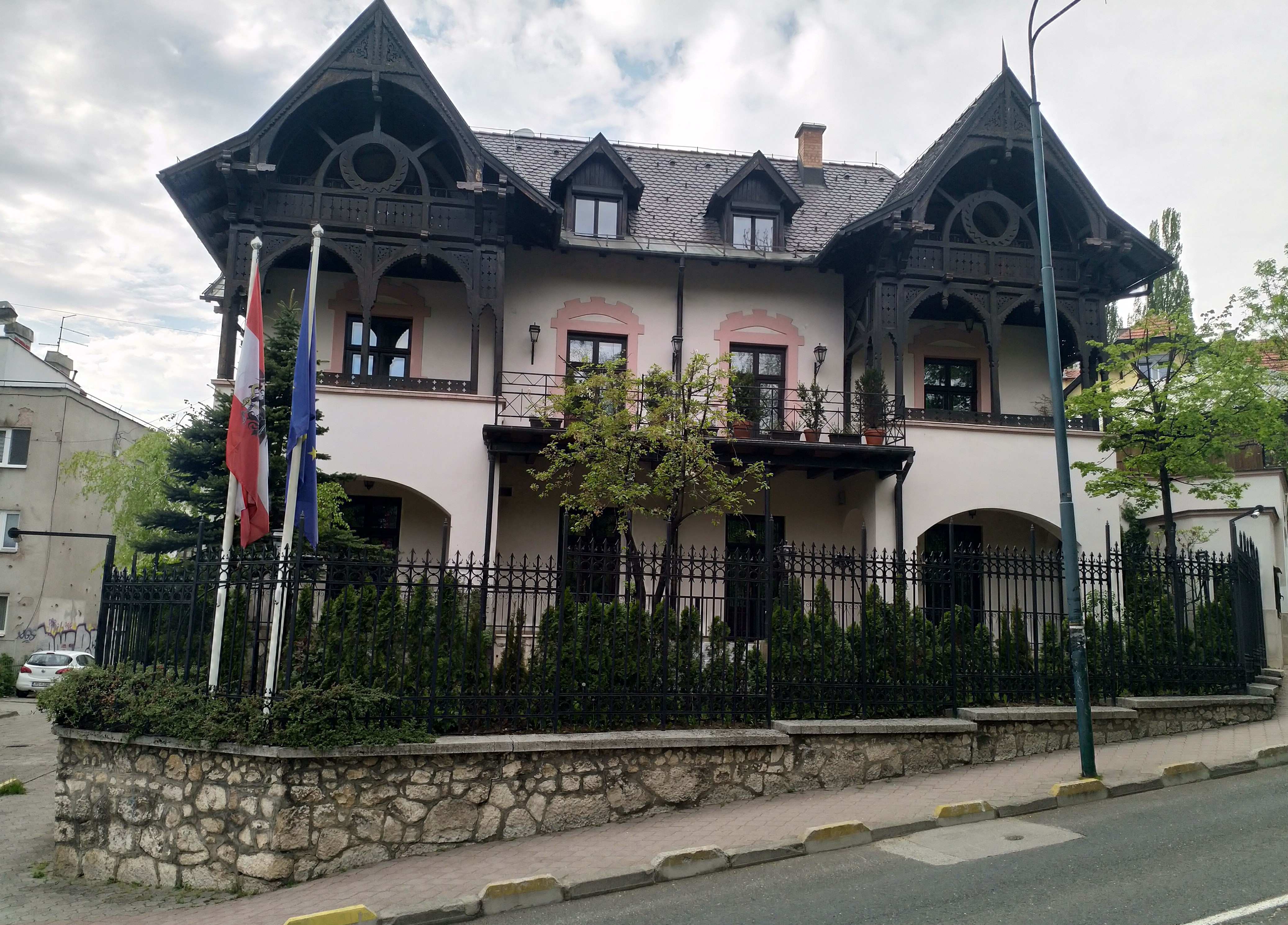
Österreichische Botschaft in Sarajevo